# Kody 2D

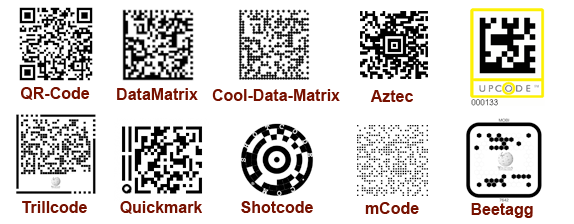
Kody dwuwymiarowe

Kody 2D, kody dwuwymiarowe (ang. 2D bar codes DataMatrix, QR Code, MaxiCode, Aztec Code) to dwuwymiarowa macierz binarna. 
Jest to forma graficznego zapisu informacji w postaci dwuwymiarowych obrazków złożonych z czarno-białych kwadratów. Można zastosować je wszędzie tam, gdzie mała ilość miejsca nie pozwala na umieszczenie długiego tekstu. Ułatwiają również szybkie zapisywanie i przenoszenie informacji. Fotokody można zeskanować przy użyciu telefonu komórkowego z aparatem cyfrowym wyposażonego w aplikację do odczytywania fotokodów. 
Kody dwuwymiarowe są wykorzystywane do realizacji wielu zadań.
Kod dwuwymiarowy pozwala na zapis znacznej ilości informacji na niewielkiej powierzchni kodu. Kod 2D może zawierać numer seryjny, dane producenta, dokładne rozmiary, datę wykonania, może kodować instrukcję obsługi, ostrzeżenia, opis procesu przetwarzania, historię produktu, jego przeznaczenie, cały list przewozowy lub fakturę. Ponadto w kodzie można umieścić cyfrowy zapis grafiki (np. zdjęcie) lub dźwięk. 
W kodach 2D zapis danych następuje na dwóch osiach, przez co są one bardziej pojemne niż ich kody liniowe (możliwość zakodowania większej ilości znaków alfanumerycznych). Dodatkowym atutem kodów 2D jest ich większa odporność na uszkodzenia. Częściowo uszkodzony kod 2D może być nadal poprawnie odczytany dzięki zaimplementowanym mechanizmom korekcji błędów.
Jednym z celów wykorzystania kodów 2D jest identyfikacja układów scalonych. Można je znaleźć m.in. na procesorach.
Kody dwuwymiarowe są także wykorzystywane do identyfikacji i organizacji korespondencji wysyłanej do odbiorców usług, np. na rachunkach i pismach wielu polskich przedsiębiorstw.
Pomysł wykorzystania kodów 2D do celów marketingowych pojawił się w Azji ok. roku 2003. Następnie przywędrował do Europy.
Zasada działania takiego kodu jest następująca: użytkownik musi posiadać aparat telefoniczny z wbudowanym aparatem cyfrowym. Następnie musi mieć zainstalowaną aplikację do odczytywania kodów. 
Dzięki Kodom 2D można w prosty sposób dostarczać na telefon komórkowy różne treści multimedialne: audio, video, linki do strony WWW lub WAP, wizytówki, wysłać SMS o zdefiniowanej treści na zdefiniowany numer, nawiązać połączenie z konkretnym numerem telefonu. Kody świetnie nadają się również do przygotowywania akcji lojalnościowych oraz dostarczania spersonalizowanych treści. Umieszczony kod na stronie gazety lub czasopisma może stanowić bramę do treści, które w związku ze swoją specyfiką nie mogą znaleźć się w prasie (np video, audio), lub też mają mały krąg odbiorców i ich umieszczanie jest zbyt kosztowne lub są to treści, na które nie ma już miejsca w szpalcie.